# Stalagi
Stalagi – pornograficzna literatura brukowa o tematyce Holocaustu, która pojawiła się i zyskała wielką popularność w Izraelu w latach 60. XX wieku niedługo po procesie Adolfa Eichmanna. Fabuła większości stalagów umiejscowiona była w czasach II wojny światowej, a głównymi bohaterami byli zniewoleni alianccy żołnierze w niemieckich obozach jenieckich – Stalagach.

## Historia
Pierwsze stalagi pojawiły się zaledwie kilka miesięcy po rozpoczęciu procesu Adolfa Eichmanna w 1961. Było to wydarzenie kluczowe dla młodego pokolenia izraelskich Żydów – do tej pory Holocaust nie był tematem omawianym publicznie, był tematem tabu. Młodzi Izraelczycy, mimo że wychowywali się wśród ocalałych z Holocaustu, niewiele słyszeli na temat co naprawdę działo się w obozach zagłady, bali się o to pytać. Jedynym źródłem wiedzy o okrucieństwach Holocaustu były książki szkolne idealizujące wytrzymałość i heroizm więźniów obozów, oraz dzieła anonimowego (do czasu procesu Eichmanna) Ka-Tzetnika. Niektórzy uznają książki Ka-Tzetnika, byłego więźnia obozu koncentracyjnego Auschwitz-Birkenau, za pierwowzór stalagów – a zwłaszcza słynną książkę Dom lalek, w której opowiada o tym, jak Żydówki wykorzystywane były seksualnie w obozach koncentracyjnych.
Proces Adolfa Eichmanna przełamał milczenie na temat zagłady Żydów w czasie II wojny światowej – miał edukować młode pokolenie, pokazać im prawdę o okrucieństwach Holocaustu. Zrobiło to ogromne wrażenie na całym społeczeństwie Izraela, a powieści pornograficzne takie jak stalagi mogły być próbą poradzenia sobie z traumą.
Stalagi pisane były przez Izraelczyków w języku hebrajskim, jednak autorzy używali obco brzmiących pseudonimów jak Mike Baden, Victor Boulder, Kim Rockman, Erich Lindstorm, Mike Longshot czy Ralf Butcher a ich książki sprzedawane były jako tłumaczenia. Mimo tego, że na wydrukowanych książkach widniała informacja, że tłumacz jest tożsamy z autorem, wielu czytelników wierzyło, że mają do czynienia z autentycznymi relacjami alianckich żołnierzy. Ilustracje do stalagów czerpano z amerykańskich czasopism.

## Fabuła
Motywem przewodnim większości stalagów były tortury i molestowanie seksualne więźniów niemieckich obozów jenieckich przez nazistki. Narratorem był zwykle amerykański bądź brytyjski lotnik zmuszony do awaryjnego lądowania na terenie wroga, gdzie dostaje się w niewolę do obozu niemieckiego. Tam był torturowany i molestowany przez niemieckie strażniczki, aż do momentu wyzwolenia, gdy może się odegrać i gwałci oraz morduje swoich oprawców. Od początku do końca, mimo spotykających go okrucieństw, odczuwa popęd seksualny do nazistek. W filmie Stalagi. Holokaust i pornografia w Izraelu jeden z twórców stalagów, Nahman Goldberg wypowiada się o stalagach w następujących słowach: 

Nie wymyśliłem tego gatunku. Ja go zastałem. Czytasz jedną książkę i wiesz już, jak zbudowana jest fabuła. To zawsze ta sama historia w różnych wariacjach, jedyne, co się zmienia, to kształt bata i kształt piersi. Produkowaliśmy plastyczne opisy seksu. Rozwinęliśmy też opisy okrucieństwa, żeby były dla czytelnika ciekawsze i atrakcyjniejsze.

 Niektóre stalagi dotykały jeszcze bardziej kontrowersyjnych tematów, jak kanibalizm czy kazirodztwo. Najgorzej odebranym stalagiem był tom o tytule Byłam osobistą suką pułkownika Shultza – oparta na faktach historia francuskiej więźniarki, nad którą znęca się nazistowski pułkownik. Treść książki była tak kontrowersyjna, że izraelska policja była zmuszona skonfiskować wszystkie dostępne egzemplarze.